# Gens Calpurnia
De gens Calpurnia was een plebeïsch geslacht uit Rome. De Calpurnii claimde afstammelingen te zijn van Calpus, de derde zoon van Numa Pompilius. Op enkele munten van deze gens werd dan ook het portret van Numa afgebeeld. 
Hoewel de Calpurnii met de vroegste geschiedenis van Rome verbonden waren, komen zij in de bronnen pas naar voren tijdens de eerste Punische Oorlog (264 - 241 v.Chr.). Pas in de tweede eeuw v.Chr. wist een Calpurnius voor het eerst het ambt van consul te bereiken. (Gaius Calpurnius Piso, consul in het jaar 180 v.Chr.) Tijdens het verdere verloop van de tweede en eerste eeuw v.Chr. zouden echter vele Calpurnii hem volgen en wist de gens Calpurnia uit te groeien tot een van de invloedrijkste geslachten binnen de Romeinse politiek. 
De gens Calpurnia was onderverdeeld in een viertal families, die te herkennen zijn aan de cognomina Bestia, Bibulus, Flamma en Piso. De Calpurnii Pisones waren op hun beurt nogmaals onderverdeeld in twee takken en herkenbaar aan de agnomina Caesoninus en Frugi.

## Gens Calpurnia Bestia
- Lucius Calpurnius Bestia, consul in het jaar 111 v.Chr., militair bevelhebber in de oorlog tegen Jugurtha;
- Lucius Calpurnius Bestia, kleinzoon van Lucius Calpurnius Bestia, medestander van Catilina in 63 v.Chr.

## Gens Calpurnia Bibula
- Marcus Calpurnius Bibulus,  consul, samen met Julius Caesar, in 59 n. Chr., schoonzoon van Marcus Porcius Cato Uticensis minor;
- Lucius Calpurnius Bibulus, jongste zoon van Lucius Calpurnius Bibulus en Porcia Catones, later stiefzoon van Marcus Junius Brutus.

## Gens Calpurnia Flamma
- ? Calpurnius Flamma: tribunus militum tijdens de eerste Punische Oorlog (264 - 241 v.Chr.)

## Gens Calpurnius Piso
- Gaius Calpurnius Piso (propraetor), praetor urbanus in 211 v. Chr, propraetor van Etruria in 210 v.Chr.;
- Gaius Calpurnius Piso (consul in 180 v.Chr.), oudste zoon van C. Piso (I),  consul in 180 v.Chr.;
- Lucius Calpurnius Piso, jongste zoon van Gaius Calpurnius Piso (propraetor), werd omstreeks  198 v.Chr. als ambassadeur richting Griekenland gestuurd;
- Gaius Calpurnius Piso Frugi;
- Gaius Calpurnius Piso (consul in 67 v.Chr.);
- Gaius Calpurnius Piso (Romeins politicus).

## Gens Calpurnius Piso Caesoninus
- L. Calpurnius Piso Caesoninus (I) : geadopteerde zoon van  Gaius Piso (II), consul in het jaar 148 v.Chr.

- L. Calpurnius Piso Caesoninus (II): consul in het jaar 112 v.Chr., legatus legionis van L. Cassius Longinus in 107 v.Chr.

- L. Calpurnius Piso Caesoninus (III): geen hoge magistraturen bekleed tijdens zijn leven, trouwde met Calventia.

- L. Calpurnius Piso Caesoninus (IV): consul in het jaar 58 v.Chr., censor in 50 v.Chr., schoonvader van Julius Caesar.

- L. Calpurnius Piso Caesoninus (V): consul in het jaar 15 v.Chr., praefectus urbi tijdens het bewind van keizer Tiberius.

## Gens Calpurnius Piso Frugi
- L. Calpurnius Piso Frugi (I): consul in 133 v.Chr., censor in 120 v.Chr., tegenstander van C. Gracchus.

- L. Calpurnius Piso Frugi (II): propraetor van  Sicilia in 111 v.Chr.

- L. Calpurnius Piso Frugi (III): praetor in 74 v.Chr.

- C. Calpurnius Piso Frugi (IV): quaestor in 58 v.Chr., schoonzoon en medestander van  Cicero.